# Aretas V (gassânida)
[Flávio] Aretas (em grego: [Φλάβιος] Ἀρέθας; 569) em fontes bizantinas, Alharite ibne Jabalá (em árabe: لحارث بن جبلة; romaniz.: Al-Ḥarith ibn Jabalah‎) em fontes árabes pré-islâmicas e Calide ibne Jabalá (em árabe: خالد بن جبلة; romaniz.: Khalid ibn Jabalah) em fontes muçulmanas, foi um rei dos gassânidas, um povo árabe pré-islâmico que viveu na fronteira oriental do Império Bizantino. Quinto senhor gassânida de mesmo nome, reinou de ca. 528 a 569 e desempenhou um papel importante nas guerras com a Pérsia e nos assuntos da Igreja Ortodoxa Síria. Por seus serviços para Bizâncio, foi feito patrício e gloriosíssimo (gloriosissimus).
Filho de Gabalas IV, tornou-se governante dos gassânidas com a morte de seu pai em 528 na Batalha de Tanúris. No ano seguinte, o imperador Justiniano (r. 527–565) elevou-o à dignidade de rei para contrabalancear Alamúndaro III, o governante dos lacmidas e senhor dos aliados árabes do Império Sassânida. Em 528, participou na expedição punitiva contra Alamúndaro III e em 529 ajudou os bizantinos a suprimir a revolta samaritana. Em 530, possivelmente participou na vitória bizantina em Dara e em 531, liderou um destacamento de 5 000 árabes na fracassada Batalha de Calínico.
Em 537/538 ou 539, colidiu com Alamúndaro III por mais direitos de pastagem ao sul de Palmira, próximo da Estrada Diocleciana, o que foi utilizado como pretexto pelo xá Cosroes I (r. 531–579) para recomeçar a guerra contra o Império Bizantino em 540. Em 541, Aretas participou na expedição enviada por Belisário na Assíria, onde conseguiu grande butim. Em ca. 544/545, envolveu-se em conflito com o filarco Asuades. De ca. 546 em diante, quando os Impérios Sassânida e Bizantinos acordaram a paz na Mesopotâmia, Aretas prosseguiu sua guerra contra Alamúndaro III e num dos embates, ocorrido em 554, o último foi decisivamente derrotado e morreu no campo de batalha. Em 553, Aretas visitaria Constantinopla para discutir com o imperador acerca dos raides de Ambros III. Ele faleceu em 569, provavelmente após um terremoto, e foi sucedido por seu filho Alamúndaro III.

## Biografia

### Começo da vida

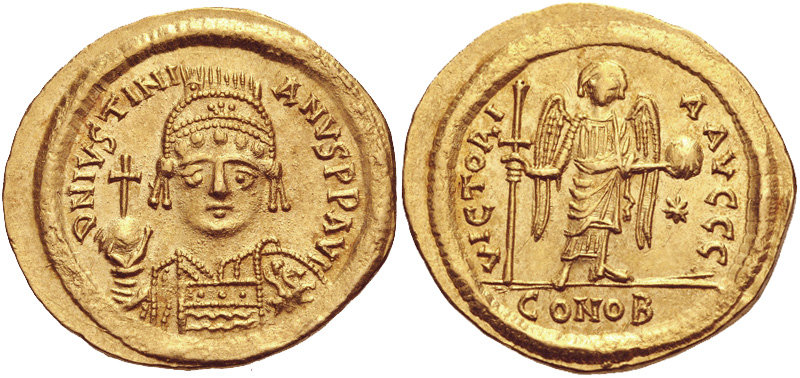
Soldo de Justiniano r.

Aretas foi o filho de Gabalas IV (Jabalá) e irmão de Abocarabo (Abu Caribe), filarco de Palestina Tércia. Tornou-se governante dos gassânidas e filarco da Arábia Pétrea e Palestina Segunda, provavelmente em 528, após a morte de seu pai na Batalha de Tanúris. Logo após (ca. 529), foi elevado pelo imperador bizantino Justiniano (r. 527–565), nas palavras do historiador Procópio, "para a dignidade de rei", tornando-se o comandante geral de todos os aliados árabes do império (federados) no Oriente com o título de patrício (em grego: πατρίκιος καὶ φύλαρχος τῶν Σαρακηνῶν; lit. "patrício e filarco dos sarracenos").
Sua real área de controle, contudo, pode inicialmente ter sido limitada pela parte nordeste da fronteira árabe de Bizâncio. Na época, os bizantinos e seus aliados árabes estava engajados em uma guerra contra o Império Sassânida e seus árabes clientes, os lacmidas, e o movimento de Justiniano foi feito para criar uma contraparte ao poderoso rei lacmida, Alamúndaro III (r. 505–554), que controlava as tribos árabes aliadas dos persas.

### Carreira militar

Diocese do Oriente. Algumas tribos árabes sob os filarcos deles foram assentadas como federados nas várias províncias. Com a elevação de Aretas à realeza, os gassânidas, com base na, tornaram-se primordiais entre eles.

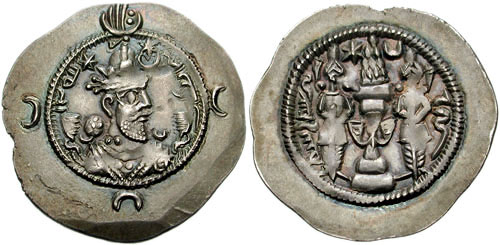
Dracma de r.

Nesta capacidade, Aretas lutou em nome dos bizantinos em todas as suas numerosas guerras contra a Pérsia. Já em 528, foi um dos comandantes enviados numa expedição punitiva contra Alamúndaro. Em 529, ajudou a suprimir a revolta samaritana, capturando 20 000 meninos e meninas que venderia como escravos. Foi talvez sua participação bem sucedida neste conflito que levou Justiniano a promovê-lo para filarco supremo. Possível ele tomou parte com seus homens na vitória bizantina em Dara, em 530, embora nenhuma fonte explicitamente menciona-o. Em 531, liderou um contingente de 5 000 árabes na Batalha de Calínico; Procópio, uma fonte hostil do governante gassânida, afirma que os árabes, estacionados à direita bizantina, traíram os bizantinos e fugiram, custando-os a batalha. João Malalas, contudo, cujo registro é geralmente mais confiável, registra que enquanto alguns árabes de fato fugiram, Aretas permaneceu firme. A acusação de traição nivelada por Procópio contra Aretas parece estar ainda mais comprometida pelo fato de, ao contrário de Belisário, ele foi mantido no comando e estava ativo nas operações contra Martirópolis no final do ano ao lado de Sitas.
Em 537/538 ou 539, colidiu com Alamúndaro III por mais direitos de pastagem nas terras ao sul de Palmira, próximo da antiga Estrada Diocleciana. De acordo com os relatos posteriores de Atabari, o governante gassânida invadiu o território de Alamúndaro e levou rico espólio. O xá sassânida Cosroes I (r. 531–579) usou esta disputa como pretexto para recomeçar as hostilidades com os bizantinos, e renovou a guerra, que eclodiu em 540. Na campanha de 541, Aretas e seus homens, acompanhados por 1 200 bizantinos sob os generais João, o Glutão e Trajano, foram enviados por Belisário para um raide na Assíria. A expedição foi bem sucedida, penetrando longe no território e reunindo muita pilhagem. Em algum momento, no entanto, o contingente bizantino foi enviado de volta, e subsequentemente Aretas falhou em reunir-se com ou informar Belisário de seu paradeiro. Segundo o registro de Procópio, isto, além do surto duma doença entre o exército, forçou Belisário a se retirar. Procópio alega ainda que isto foi feito deliberadamente para que os árabes não tivessem que compartilhar a pilhagem deles. Em sua História Secreta, contudo, Procópio dá um registro diferente da inação de Belisário, completamente alheia ao governante gassânida. Em ca. 544/545, Aretas esteve envolvido em conflito armado com outro filarco árabe, Asuades (Alasuade).
De ca. 546 em diante, enquanto os dois grandes império estavam em paz na Mesopotâmia após a trégua de 545, o conflito entre seus aliados árabes continuou. Num raide repentino, Alamúndaro capturou um dos filhos de Aretas e sacrificou-o. Depois, porém, os lacmidas sofreram uma pesada derrota numa batalha campal entre os dois exércitos árabes. O conflito continuou, com Alamúndaro realizando repetidos raides na Síria. Num destes raides, em junho de 554, Aretas encontrou-o na decisiva Batalha do Dia de Halima (Yawm Halima), celebrado na poesia árabe pré-islâmica, próximo de Cálcis, na qual os lacmidas foram derrotados. Alamúndaro caiu no campo de batalha, mas Aretas também perdeu seu filho mais velho Gabalas.

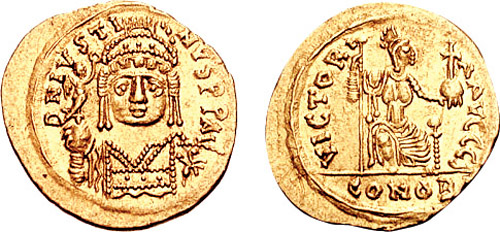
Soldo de r.

Em novembro de 563, Aretas visitou Justiniano em Constantinopla, para discutir sua sucessão e os raides contra seus domínios pelo governante lacmida Ambros III (Amir III ibne Almondir), que foi subornado por Justiniano. Ele certamente deixou uma impressão vívida na capital imperial, não apenas por sua presença física: João do Éfeso registra que anos depois, o imperador Justino II (r. 565–578), que havia enlouquecido, estava assustado e foi esconder-se quando foi dito a ele, "Aretas está vindo para você". Quando Aretas morreu em 569, possivelmente durante um terremoto, foi sucedido por seu filho Alamúndaro III (Almondir III). Tomando vantagem disso, o novo rei lacmida Caboses lançou um ataque, mas foi decisivamente derrotado.

## Políticas religiosas
Em contraste com seus senhores bizantinos, Aretas foi um firme monofisista e rejeitou o Concílio da Calcedônia. ao longo de seu governo, Aretas apoiou as tendências anti-calcedônias na região da Síria, presidindo concílios e engajando-se na teologia, contribuindo ativamente para a revitalização da igreja monofisista durante o século VI. Assim, em 542, após duas décadas de perseguições que tinha decapitado a liderança monofisista, ele apelou para a nomeação de novos bispos monofisistas na Síria para a imperatriz Teodora, cujos próprios ensinamentos monofisistas foram bem conhecidos. Teodora então apontou Jacó Baradeu e Teodoro como bispos. Jacó, em particular, provaria-se um líder muito competente, convertendo pagãos e expandindo e fortalecendo a organização da igreja monofisista.